# Gaston Curbelo
Gaston Curbelo (ur. 8 kwietnia 1976 w Nancy) – francuski piłkarz pochodzenia urugwajskiego występujący na pozycji napastnika. Syn innego piłkarza, Carlosa Curbelo.

## Kariera
Curbelo urodził się w Nancy, gdy jego ojciec Carlos występował w tamtejszym w klubie AS Nancy. Treningi rozpoczynał w klubie OGC Nice, gdzie grał wówczas jego ojciec. W 1988 roku powrócił z rodziną do Urugwaju. Tam rozpoczął zawodową karierę w 1997 roku w klubie Huracán Buceo. W 2000 roku trafił do francuskiego drugoligowca AS Nancy. W Ligue 2 zadebiutował 14 kwietnia 2001 w przegranym 0:1 meczu z FC Lorient, a 6 marca 2002 w zremisowanym 1:1 spotkaniu z LB Châteauroux strzelił pierwszego gola w tej lidze. W sezonie 2004/2005 awansował z klubem do Ligue 1, a pierwszy mecz w tych rozgrywkach rozegrał 30 lipca 2005 przeciwko AS Monaco (0:1). 24 września 2005 roku w wygranym 2:1 pojedynku z Troyes AC zdobył zaś dwie debiutanckie bramki w Ligue 1. W sezonie 2005/2006 zdobył z zespołem Puchar Ligi Francuskiej. W 2010 roku zakończył karierę.
W Ligue 1 rozegrał 88 spotkań i zdobył sześć bramek.